# Pablo Cameselle
Pablo Cameselle (* 8. Dezember 1970 in Buenos Aires, Argentinien) ist ein spanisch-argentinischer Opernsänger (Tenor).

## Leben und Karriere
Cameselle begann seine Gesangsausbildung in seinem Heimatland Argentinien. Sein Bühnendebüt hatte er in Buenos Aires am Teatro Colón als Beppe in Gaetano Donizettis Oper Rita und in der Matthäus-Passion von Bach. Bei den Festivales Musicales de Buenos Aires gewann er den ersten Preis und erhielt ein Auslandsstipendium für das Studium am Konservatorium der Stadt Wien, wo er Gesang und Interpretation studierte. Er gewann verschiedene Gesangspreise, u. a. beim „Hariclea Darclee“-Gesangswettbewerb in Brăila und beim „Concorso Internazionale Ismaele Voltolini“ in Mantua.
In der Spielzeit 2006/07 sang er am Aalto-Theater in Essen die Rolle des Lindoro in der Rossini-Oper L’italiana in Algeri. Pablo Cameselle arbeitete, zur Vervollkommnung seiner Gesangstechnik, an der Accademia Rossiniana (Rossini Opern Festival) in Pesaro mit dem Belcanto-Dirigenten Alberto Zedda zusammen; er sang 2009 beim Festival Rossini in Wildbad unter Zeddas musikalischer Leitung dann die kleine Rolle des Antonio in Rossinis Oper La gazza ladra. Im Mai/Juni 2011 sang er an Wiener Kammeroper die Titelrolle in der Oper Le pauvre matelot. Im August 2011 sang er im Rahmen des Salzkammergut Mozartfestivals im Kultur- und Kongresshaus Hallstatt die Rollen Don Basilio/Don Curzio in einer Produktion der Oper Le nozze di Figaro. Im September 2015 sang er an der Neuen Oper Wien die Rolle des Wachtmeisters der Polizei in Schostakowitschs Oper Die Nase.
Er gastierte u. a. mehrfach am Teatro Lirico Sperimentale in Spoleto (September 2004 als Lindoro in Die Italienerin in Algier; September 2006 als Normanno in Lucia di Lammermoor), am Teatro San Carlo in Neapel (als Graf Almaviva neben Simone Alaimo), am Opernhaus Krakau (2011 und 2013 als Don Ottavio in Don Giovanni), am Staatstheater Košice (Štátne Divadlo Košice; März–Juni 2014 und März 2015 als Brighella in Ariadne auf Naxos), bei den Tiroler Festspielen Erl (2005; in Mosè in Egitto), beim Opernfestival in Miskolc (2005; als Fischer neben Renato  Bruson in Guillaume Tell), beim Opernfestival von Teneriffa (2011, in La fille du régiment in einer Produktion für junge Opernbesucher), beim Isang-Yun-Festival in Südkorea sowie am Schlosstheater Schönbrunn in Wien.
Zu seinem Repertoire zählen insbesondere Belcanto-Partien wie Graf Almaviva in Der Barbier von Sevilla, Don Ramiro in La Cenerentola, Lindoro in Die Italienerin in Algier, Nemorino in Der Liebestrank und Graf von Libenskof  in Rossinis Die Reise nach Reims.